# Parpulungan
Parpulungan is een bestuurslaag in het regentschap Pakpak Bharat van de provincie Noord-Sumatra, Indonesië. Parpulungan telt 1514 inwoners (volkstelling 2010).